# Адолф фон Льовенщайн-Вертхайм-Фройденберг
Адолф Карл Константин Фридрих Лудвиг Фолрат Филип фон Льовенщайн-Вертхайм-Фройденберг (на немски: Adolf Karl Konstantin Fridrich Ludvig Folrat Filip, Fürst zu Löwenstein-Wertheim-Freudenberg; * 9 декември 1805, Нюрнберг; † 9 август 1861, Вюрцбург) е немски племенен господар и 3. княз на Льовенщайн-Вертхайм-Фройденберг. Фамилията Льовенщайн-Вертхайм е морганатичен клон на фамилията Вителсбахи. Потомък е на курфюрст Фридрих I Победоносни от Пфалц (1425 – 1476) от род Вителсбахи.

## Живот
Той е син на 2. княз Георг фон Льовенщайн-Вертхайм-Фройденберг (1775 – 1855) и графиня Ернестина Луиза фон Пюклер-Лимпург (1784 – 1824), дъщеря на граф Фридрих Филип Карл фон Пюклер-Лимпург-Зонтхайм-Шпекфелд (1740 – 1811) и фрайин Луиза Ернестина фон Гайзберг-Хелфенберг (1759 – 1835). Баща му Георг се жени втори път на 1827 г. за графиня Шарлота София Хенриета Луиза фон Изенбург-Бюдинген-Филипсайх (1803 – 1874). Сестра му Малвина Кристина/Шарлота (1808 – 1879) е омъжена 1828 г. (развод 1851) за граф Фолрат фон Изенбург-Филипсайх (1800 – 1864) и 1854 г. за Антонио Бартоломео Пирес висконт Квелуц.
Адолф учи във Вертхайм и следва в Хале. Той става лейтенант и служи в Потсдам при хузарите. След смъртта на баща му на 26 юли 1855 г. той става княз. Като племенен господар той е член на Първата камера на Баден, Бавария, Хесен-Дармщат и Вюртемберг.
Адолф фон Льовенщайн-Вертхайм-Фройденберг умира на 9 август 1861 г. във Вюрцбург на 55 години. Наследен е от роднината му Вилхелм (1817 – 1887) като 4. княз на Льовенщайн-Вертхайм-Фройденберг.

## Фамилия
Адолф се жени (морг.) на 18 април 1831 г. в Бендорф при Кобленц за Катарина Шлунд (* 3 септември 1807, Вертхайм; † 9 април 1877, Кобург), направена на 11 февруари 1832 г. фрайфрау фон Алдерхорст, от 21 януари 1849 г. на наследствена принцеса на Льовенщайн-Вертхайм-Фройденберг, от 1855 г. княгиня на Льовенщайн-Вертхайм-Фройденберг. Те имат пет деца:
- Карл Фридрих Георг Адолф (* 25 юли 1834, Вертхайм; † 9 февруари 1845, Вертхайм)
- Адолф (* 12 септември 1836, Вертхайм; † 10 октомври 1836, Вертхайм)
- Ернестина Каролина Фридерика Маргарета Катарине Адолфина Петронела (* 9 юни 1838, Вертхайм; † 9 юни 1905, дворец Терес при Обертерес), омъжена 1862 г. за фрайхер Рихард Хенри фон Свайне (* 1830; † 20 октомври 1902)
- Аксел Фридрих (* 6 юли 1839, Вертхайм; † 27 октомври 1839, Вертхайм)
- Ервин Георг (* 17 октомври 1841, Вертхайм; † 18 януари 1842, Вертхайм)